# 也先不花 (东察合台汗国)
也先不花（Esen Buqa，？—1462年），是東察合台汗國大汗，約1428年－1462年在位。
他是歪思汗次子。1428年歪思汗死後，曾與兄長羽奴思爭位。由於杜格拉特部幫助爭位有功，地位比以前更加高，佔有庫車與拜城，不過喀什卻被帖木兒朝佔領，後來由杜格拉特部的賽義德·阿里收復該地。1437年，和明朝遣使同好，1446年后，吐鲁番和明朝的交往主要由当地异密也密力火者负责。
他曾與帖木兒王朝的卜撒因交戰，多次掠奪帖木兒人的北方。攻打塔什干、费尔干纳等地，帖木兒王朝于是派羽奴思到伊塞克湖、阿克苏一带称汗，来牵制也先不花。另一方面，哈薩克人大舉南下，也先不花與其和好。他於1462年去世，其子笃思忒马黑麻即位。

## 資料來源
- 田卫疆. . 乌鲁木齐: 新疆人民出版社. 1999. ISBN 7-228-04157-7.
- http://www.sunxuming.com/library/lishi/zhongyashi/8.htm%5B%5D

| 前任： 歪思汗 | 東察合台汗國大汗 1428年－1462年 | 繼任： 笃思忒马黑麻 |